# Чапар
Чапар (азерб. Çapar) — село в Имарат-Гарвандском сельском административно-территориальном округе Агдеринского района Азербайджана.

## Этимология
В переводе с персидского слово «чапар» означает окопный плетеный щит. На азербайджанском языке «чапар» (азерб. çapar) означает скороход, гонец, курьер, а «чяпяр» (азерб. çəpər) означает изгородь. Армянское значение слова — изгородь.
Согласно Энциклопедическому словарю топонимов Азербайджана, населённый пункт был основан семьями, переселившимися в 1887 году из сёл Гарыгышлаг, Замзур и Татев бывшего Зангезурского магала, на месте почтового пункта Чапархана. Согласно этому словарю, в прошлом государственных служащих, несущих почту, называли «чапар» (азерб. çapar).

## География
Сёла Имарат-Гарванд, Чапар, Зардахач входят в состав Имарат-Гарвандского сельского административно-территориального округа Агдеринского района, при этом село Имарат-Гарванд является центром этого сельского административно-территориального округа.
Село Чапар расположено на склонах Карабахского хребта на высоте 1037 метров.

## История
В советский период на 1 января 1977 года село входило в состав Имарат-Гервендского сельсовета Мардакертского района Нагорно-Карабахской автономной области (НКАО) Азербайджанской ССР.
20 февраля 1988 года на внеочередной сессии Нагорно-Карабахского областного Совета народных депутатов было принято решение просить Верховный Совет Азербайджанской ССР и Верховный Совет Армянской ССР передать НКАО из состава Азербайджанской ССР в состав Армянской ССР, а также ходатайствовать перед Верховным Советом Союза ССР о положительном решении вопроса передачи НКАО из состава Азербайджанской ССР в состав Армянской ССР. На официальном сайте Президента Азербайджанской Республики говорится, что в этом заседании не участвовали депутаты-азербайджанцы и представители других национальностей.
21 февраля 1988 года в постановлении «О событиях в Нагорном Карабахе», принятом ЦК КПСС, решение областного совета было названо акцией, «подстрекаемой националистическими элементами». Согласно официальному сайту Президента Азербайджанской Республики, 22 февраля 1988 года недалеко от поселка Аскеран был открыт огонь по протестующим против вышеуказанного решения Совета народных депутатов НКАО мирным азербайджанским демонстрантам.
В июне 1988 года Верховным Советом Армянской ССР было принято постановление о «включении» НКАО в состав Армянской ССР. В знак протеста против этого 17 июня  1988 года Верховный Совет Азербайджанской ССР вновь подтвердил, что НКАО входит в состав Азербайджанской ССР, а 18 июля 1988 года Президиумом Верховного Совета СССР было принято постановление о невозможности изменения национально-территориального деления Азербайджанской ССР и Армянской ССР.
1 декабря 1989 года Верховный Совет Армянской ССР принял постановление «О воссоединении Армянской ССР и Нагорного Карабаха». А Центральная избирательная комиссия по выборам народных депутатов Армянской ССР решила, в нарушение Конституции Союза ССР, создать на территории НКАО, входившей в состав Азербайджанской ССР, избирательные округа по выборам в Верховный Совет Армянской ССР.
23 сентября 1990 года подразделения азербайджанского ОМОНа предприняли штурм села Чапар. В ходе атаки, кроме стрелкового оружия, были использованы минометы и гранатометы, а также вертолеты, с которых сбрасывались ручные гранаты. В результате штурма с армянской стороны погибло 6 человек.
Согласно историку Джавиду Багирзаде, 17 июня 1991 года сёла Умудлу и Имарат-Гарванд были обстреляны из направлений соседних сёл Атерк (ныне Гасанриз), Зейлик и Чапар. В ночь с 7 по 8 августа 1991 года село Имарат-Гарванд было обстреляно со стороны соседнего села Чапар, в результате чего были повреждены дома.
2 сентября 1991 года на совместной сессии Нагорно-Карабахского областного и Шаумяновского районного Советов народных депутатов была принята Декларация о провозглашении Нагорно-Карабахской Республики в границах Нагорно-Карабахской автономной области (НКАО) и сопредельного Шаумяновского района Азербайджанской ССР.
23 сентября 1991 года, несмотря на свежеподписанное Железноводское коммюнике, азербайджанские омоновцы, как описал эти события в Известиях публицист Андрей Нуйкин,— «убили шестерых жителей села Чапар. И среди них — 14-летнего Вахтанга Саркисяна, у которого, забитого до смерти камнями, они еще и уши отрезали.»
26 ноября 1991 года Верховный Совет Азербайджанский Республики принял закон "Об упразднении Нагорно-Карабахской автономной области Азербайджанской Республики". В этом законе было постановлено помимо упразднения Нагорно-Карабахской Автономной Области (НКАО), в том числе также и переименование Мардакертского района в Агдеринский район.
Как сообщает депутат Милли Меджлиса Азербайджана Машхур Мамедов, 8 апреля 1992 года армянские вооружённые формирования с направления села Чапар напали на сёла Чайговушан и Агдабан Кельбаджарского района, в результате чего село Агдабан было сожжено и разрушено, а население было подвергнуто пыткам, убийствам, ранениям и взято в заложники, 2 человека же пропали.
К началу июля (4-9 июля) 1992 года Азербайджанские войска восстановили контроль над селом.
Решением Милли Меджлиса Азербайджанской Республики от 13 октября 1992 года Агдеринский район был упразднён, а территория упразднённого района была разделена между Агдамским, Кельбаджарским и Тертерским районами. Этим решением село было передано в состав Кельбаджарского района.
Село было занято армянскими вооружёнными формированиями в 1993 году (по другим сведениям, 11-28 июля 1992 года) и попало под контроль непризнанной Нагорно-Карабахской Республики (НКР). Согласно административно-территориальному делению непризнанной республики, село входило входило в состав Мартакертского района НКР и продалжало называться Чапар (арм. Չափար).
В результате Трёхстороннего Заявления в ночь с 9 по 10 ноября 2020 года, подписанного по итогам Второй Карабахской войны, село перешло под контроль Российских миротворческих сил.
В результате боевых действий в сентябре 2023 года Азербайджан восстановил свой контроль над селом.
Законом Азербайджанской Республики от 5 декабря 2023 года Агдеринский район был воссоздан и Имарат-Гарвандский сельский административно-территориальный округ вместе с входящим в него селом Чапар из состава Кельбаджарского района был передан в состав Агдеринского района. В настоящее время село Чапар входит в состав Имарат-Гарвандского сельского административно-территориального округа Агдеринского района Азербайджана.

## Население
В 2021 году, по словам считающегося властями непризнанной НКР представителем населённого пункт Чапар — Эрика Тувоняна в поселении проживало 400 человек. Среди которых, по словам представителя российского миротворческого контингента Руслана Иванова, было 11 семей многодетных, 16 семей вынужденных переселенцев.